# Campsicnemus patellifer
Campsicnemus patellifer är en tvåvingeart som beskrevs av Grimshaw 1902. Campsicnemus patellifer ingår i släktet Campsicnemus och familjen styltflugor. Inga underarter finns listade i Catalogue of Life.